# 斯塔里基 (拉季維利夫區)
50°5′23″N 25°21′56″E / 50.08972°N 25.36556°E
斯塔里基（烏克蘭語：Старики），是烏克蘭西北部的村莊，隸屬里夫內州的杜布諾區。該村始建於1570年，面積0.51平方公里，海拔高度240米，2001年人口198，人口密度每平方公里388.2人。